# Star Wars Episode I: The Phantom Menace (trilha sonora)
Star Wars Episode I: The Phantom Menace – Original Motion Picture Soundtrack é a trilha sonora do filme de mesmo nome, lançado pela Sony Classical em 4 de maio de 1999, duas semanas antes do lançamento do filme.  música foi composta e regida por John Williams, com execução da London Symphony Orchestra e London Voices. Em antecipação ao filme bastante esperado, a trilha sonora foi certificada Platinum nos Estados Unidos e Ouro no Reino Unido, chegando ao número oito nos charts britânicos. Foi também certificado Ouro no Japão onde vendeu 100 mil cópias, e na Polônia onde vendeu 50 mil cópias.
Três formatados estão disponíveis, e um novo lançamento em fevereiro de 2012:
- O álbum original foi lançado como um disco compacto para acompanhar o filme (4 de maio de 1999).  É um disco único, com 17 faixas. Cada faixa é editada por Williams, para apresentar o resultado de como seria de ouvi-lo em um conjunto de concertos.
- Este álbum foi lançado em dois discos vinis através de revistas especializadas, como Star Wars Insider.
- A Ultimate Edition de dois discos foi lançada em 14 de novembro de 2000. Este conjunto apresenta a trilha predominantemente como ouvida no filme (com a maioria das edições, loops, acompanhamentos da música, e as alterações de pós-produção em vigor). Apesar de não ser exatamente o que é ouvido no filme, este conjunto foi concebido para ser ouvido como seria no filme, mas não é uma edição completa (ainda que é falsamente afirmado na capa de trás como sendo "toda nota gravada".)[3]
- Um relançamento especial do álbum original para celebrar o lançamento 3D do filme, foi liberada em 6 de fevereiro de 2012.  Esta versão contêm o bônus "Duel of the Fates (Dialogue Version)", originalmente incluído na Ultimate Edition.

## Visão geral
Gravado no Abbey Road Studios em mais de uma semana, com início em 10 de fevereiro de 1999, realizado pelas vozes de London e London Symphony Orchestra, Star Wars: Episódio I - A Ameaça Fantasma marcou o primeiro filme de Star Wars que Williams tinha composto em mais de 16 anos. Williams produziu as sessões de gravação e Shawn Murphy fez a gravação e realizou a mixagem de som. Kenneth Wannberg retornou como editor de música, tendo cumprido esta tarefa nas três trilhas anteriores de Star Wars. Várias partituras excluídas também foram compostas pelo filho de Williams,  Joseph. Os dois filmes seguintes iam depender fortemente desta trilha sonora, uma decisão que Williams e George Lucas tinha decidido cedo para a produção do filme. Nenhuma versão completa foi lançada, mas a maioria das peças não divulgadas podem ser ouvidas nos jogos eletrônicos da LucasArts. Após o lançamento do álbum, a popularidade levou a demandas por uma versão bootleg. Em resposta, a Sony lançou a Ultimate Edition, apresentando a trilha sonora quase como ela é ouvida no filme, e falsamente divulgada como "cada nota gravada."

## Lista de faixas

### Lançamento original
O álbum original contêm apenas um disco.
- Lançado em 04 de maio de 1999.

| N.º | Título                                                         | Duração |  |
| 1.  | "Star Wars Main Title and The Arrival at Naboo"                | 2:55    |  |
| 2.  | "Duel of the Fates"                                            | 4:14    |  |
| 3.  | "Anakin's Theme"                                               | 3:05    |  |
| 4.  | "Jar Jar's Introduction and The Swim to Otoh Gunga"            | 5:07    |  |
| 5.  | "The Sith Spacecraft and The Droid Battle"                     | 2:37    |  |
| 6.  | "The Trip to the Naboo Temple and The Audience with Boss Nass" | 4:07    |  |
| 7.  | "The Arrival at Tatooine and The Flag Parade"                  | 4:04    |  |
| 8.  | "He is the Chosen One"                                         | 3:53    |  |
| 9.  | "Anakin Defeats Sebulba"                                       | 4:24    |  |
| 10. | "Passage Through the Planet Core"                              | 4:40    |  |
| 11. | "Watto's Deal and Kids at Play"                                | 4:57    |  |
| 12. | "Panaka and the Queen's Protectors"                            | 3:24    |  |
| 13. | "Queen Amidala and The Naboo Palace"                           | 4:51    |  |
| 14. | "The Droid Invasion and The Appearance of Darth Maul"          | 5:14    |  |
| 15. | "Qui-Gon's Noble End"                                          | 3:48    |  |
| 16. | "The High Council Meeting and Qui-Gon's Funeral"               | 3:09    |  |
| 17. | "Augie's Great Municipal Band and End Credits"                 | 9:37    |  |

### Ultimate Edition
Devido à representação da trilha de Ultimate Edition como uma versão para o cinema e para aliviar as faixas longas, algumas faixas podem ser de vários minutos de duração, mas são divididas em segmentos. Quando está sendo tocados, os segmentos individuais são faixas separadas. Os principais nomes das faixas estão em negrito e as suas versões separadas a seguir.
- Lançado em 14 de novembro de 2000

#### Disco I
| N.º | Título                        | Duração |  |
| 1.  | "Fox Fanfare" (Alfred Newman) | 0:23    |  |

| Treachery Within the Federation - The Invasion of Naboo |                                         |         |  |
| N.º                                                     | Título                                  | Duração |  |
| 2.                                                      | "Star Wars Main Title"                  | 1:24    |  |
| 3.                                                      | "Boarding The Federation Battleship"    | 2:31    |  |
| 4.                                                      | "Death Warrant For Qui-Gon And Obi-Wan" | 1:18    |  |
| 5.                                                      | "Fighting The Destroyer Droids"         | 1:44    |  |
| 6.                                                      | "Queen Amidala Warns The Federation"    | 2:23    |  |
| 7.                                                      | "The Droid Invasion"                    | 1:00    |  |

| Underwater Adventure |                            |         |  |
| N.º                  | Título                     | Duração |  |
| 8.                   | "Swimming To Otoh Gunga"   | 0:56    |  |
| 9.                   | "Inside the Bubble City"   | 3:05    |  |
| 10.                  | "Attack Of The Giant Fish" | 1:37    |  |

| Darth Sidious and the Passage Through the Planet Core |                 |         |  |
| N.º                                                   | Título          | Duração |  |
| 11.                                                   | "Darth Sidious" | 1:04    |  |

| On to Naboo and the Rescue of the Queen |                                           |         |  |
| N.º                                     | Título                                    | Duração |  |
| 12.                                     | "The Giant Squid And The Attack On Theed" | 1:18    |  |
| 13.                                     | "Qui-Gon And Obi-Wan Rescue The Queen"    | 2:09    |  |
| 14.                                     | "Fighting The Guards"                     | 1:42    |  |
| 15.                                     | "Escape From Naboo"                       | 2:04    |  |
| 16.                                     | "Enter Darth Maul"                        | 1:07    |  |

| Destination Tatooine, Home of Anakin Skywalker |                                                  |         |  |
| N.º                                            | Título                                           | Duração |  |
| 17.                                            | "The Arrival At Tatooine"                        | 2:28    |  |
| 18.                                            | "Street Band Of Mos Espa"                        | 1:16    |  |
| 19.                                            | "Padme Meets Anakin"                             | 1:12    |  |
| 20.                                            | "Desert Winds"                                   | 1:28    |  |
| 21.                                            | "Jar Jar’s Run-In With Sebulba"                  | 1:18    |  |
| 22.                                            | "Anakin’s Home And The Introduction To Threepio" | 2:22    |  |

| The Dark Forces Plot |                                |         |  |
| N.º                  | Título                         | Duração |  |
| 23.                  | "Darth Sidious And Darth Maul" | 1:12    |  |

| Qui-Gon Bets on Anakin |                     |         |  |
| N.º                    | Título              | Duração |  |
| 24.                    | "Talk Of Podracing" | 2:58    |  |

| Anakin Closes In On His Destiny |                                                          |         |  |
| N.º                             | Título                                                   | Duração |  |
| 25.                             | "Watto’s Deal / Shmi And Qui-Gon Talk"                   | 2:24    |  |
| 26.                             | "Anakin, Podracer Mechanic"                              | 1:38    |  |
| 27.                             | "The Racer Roars To Life / Anakin’s Midi-Chlorian Count" | 1:24    |  |
| 28.                             | "Darth Maul And The Sith Spacecraft"                     | 1:00    |  |
| 29.                             | "Mos Espa Arena Band"                                    | 0:53    |  |
| 30.                             | "Watto’s Roll Of The Die"                                | 1:59    |  |
| 31.                             | "The Flag Parade"                                        | 1:14    |  |
| 32.                             | "Sebulba’s Dirty Hand / Qui-Gon’s Pep Talk"              | 1:37    |  |

| Anakin's Victory |                          |         |  |
| N.º              | Título                   | Duração |  |
| 33.              | "Anakin Defeats Sebulba" | 2:17    |  |

| The Cheering Crowd |                                        |         |  |
| N.º                | Título                                 | Duração |  |
| 34.                | "Hail To The Winner, Anakin Skywalker" | 1:13    |  |

| Mos Espa Folk Song |                     |         |  |
| N.º                | Título              | Duração |  |
| 35.                | "The Street Singer" | 1:13    |  |

#### Disco 2
| To Coruscant and to Palpatine and the Senate |                                 |         |  |
| N.º                                          | Título                          | Duração |  |
| 1.                                           | "Anakin is Free"                | 5:04    |  |
| 2.                                           | "Qui-Gon and Darth Maul Meet"   | 1:48    |  |
| 3.                                           | "Anakin and Group to Coruscant" | 4:11    |  |

| Palpatine's Treachery |                           |         |  |
| N.º                   | Título                    | Duração |  |
| 4.                    | "The Queen And Palpatine" | 0:41    |  |

| Qui-Gon Goes Before Yoda |                        |         |  |
| N.º                      | Título                 | Duração |  |
| 5.                       | "High Council Meeting" | 2:37    |  |

| War Clouds and an Alliance with Boss Nass and the Gungans |                                           |         |  |
| N.º                                                       | Título                                    | Duração |  |
| 6.                                                        | "The Senate"                              | 1:12    |  |
| 7.                                                        | "Anakin’s Test"                           | 3:41    |  |
| 8.                                                        | "Qui-Gon’s Mission/Obi-Wan’s Warning"     | 3:47    |  |
| 9.                                                        | "Nute And Rune Confer With Darth Sidious" | 0:29    |  |
| 10.                                                       | "The Queen And Group Land On Naboo"       | 2:19    |  |
| 11.                                                       | "Jar Jar Leads Group to the Gungans"      | 2:25    |  |
| 12.                                                       | "War Plans"                               | 2:31    |  |

| Prelude to War |                                                  |         |  |
| N.º            | Título                                           | Duração |  |
| 13.            | "Darth Sidious Receives News of the Gungan Army" | 0:25    |  |
| 14.            | "The Gungans March"                              | 0:57    |  |

| The Great Battle Begins |                                                    |         |  |
| N.º                     | Título                                             | Duração |  |
| 15.                     | "The Queen and Her Group Sneak Back to the Palace" | 0:18    |  |
| 16.                     | "The Battle Begins"                                | 0:24    |  |
| 17.                     | "The Republic Pilots Take Off Into Space"          | 1:26    |  |

| The Battle Continues |                                                   |         |  |
| N.º                  | Título                                            | Duração |  |
| 18.                  | "Activate the Droids"                             | 0:44    |  |
| 19.                  | "The Gungans Fight Back"                          | 0:24    |  |
| 20.                  | "The Duel Begins"                                 | 0:51    |  |
| 21.                  | Sem título                                        | 0:47    |  |
| 22.                  | "The Duel Continues"                              | 0:59    |  |
| 23.                  | "The Battle Rages On"                             | 1:59    |  |
| 24.                  | "Qui-Gon, Obi-Wan And Darth Maul Continue Battle" | 1:22    |  |

| The War at Its Darkest |                                                         |         |  |
| N.º                    | Título                                                  | Duração |  |
| 25.                    | "Qui-Gon, Darth Maul and the Invisible Wall"            | 0:14    |  |
| 26.                    | "The Gungans Retreat and the Queen Surrenders"          | 2:18    |  |
| 27.                    | "The Death Of Qui-Gon and the Surrender of the Gungans" | 2:28    |  |

| Good Triumphs Over Evil |                                          |         |  |
| N.º                     | Título                                   | Duração |  |
| 28.                     | "The Tide Turns/The Death of Darth Maul" | 3:24    |  |

| The Wrap-Up |                                     |         |  |
| N.º         | Título                              | Duração |  |
| 29.         | "The Queen Confronts Nute and Rune" | 1:47    |  |
| 30.         | "The Funeral of Qui-Gon"            | 1:18    |  |

| Victory Parade |              |         |  |
| N.º            | Título       | Duração |  |
| 31.            | "The Parade" | 1:24    |  |

| Titles |                                                      |         |  |
| N.º    | Título                                               | Duração |  |
| 32.    | "End Credits"                                        | 8:14    |  |
| 33.    | "Duel of the Fates (Dialogue Version)" (Bonus Track) | 4:21    |  |